# Elbtal
Elbtal település Németországban, Hessen tartományban. Lakosainak száma 2422 fő (2023. december 31.).

## Népesség
A település népességének változása:
| Lakosok száma | 2286 | 2425 | 2421 | 2394 | 2441 | 2422 |
|               | 2014 | 2017 | 2019 | 2021 | 2022 | 2023 |